# Ace (minialbum)
Ace – pierwszy solowy minialbum Taemina, wydany 18 sierpnia 2014 roku przez SM Entertainment i dystrybuowany przez KT Music. Płytę promował singel „Danger” (kor. 괴도 (Danger)). Minialbum sprzedał się w liczbie 95 756 egzemplarzy w Korei Południowej (stan na wrzesień 2016 r.).

## Lista utworów
| Nr | Tytuł                                                   | Słowa                       | Muzyka                                                       | Czas |
| -- | ------------------------------------------------------- | --------------------------- | ------------------------------------------------------------ | ---- |
| 1. | "Ace"                                                   | Shim Chang-min              | Daniel "Obi" Klein, Deez, Ylva Dimberg, Charli Taft          | 3:58 |
| 2. | "Danger" (kor. 괴도 (Danger) Goedo (Danger))            | Seo Ji-eum (Jam Factory)    | Thomas Troelsen, Remee S. Jackman                            | 3:11 |
| 3. | "Experience"                                            | Hong Ji-yoo                 | Winston Sela, Marcus Brosch                                  | 3:13 |
| 4. | "Pretty Boy" (feat. Kai of EXO)                         | Kim Jong-hyun               | Caesar & Loui, Ylva Dimberg                                  | 3:43 |
| 5. | "Wicked" (kor. 거절할게 (Wicked) Geojeolhalge (Wicked)) | Kenzie                      | Kenzie, Mage, Teddy Riley, DOM, Lee Hyun-seung               | 3:25 |
| 6. | "Play Me" (kor. 소나타 (Play Me) Sonata (Play Me))      | Min Hyeon-jae (Jam Factory) | Harvey Mason Jr, Damon Thomas, Mike Daley, Adonis Shropshire | 3:01 |

## Nagrody
| Rok  | Ceremonia              | Kategoria                       | Wynik     |
| ---- | ---------------------- | ------------------------------- | --------- |
| 2015 | 24. Seoul Music Awards | Bonsang (główna nagroda)        | Nominacja |
| 2015 | 24. Seoul Music Awards | High1/Mobile Popularity Award   | Wygrana   |
| 2015 | 24. Seoul Music Awards | Hallyu Special Award            | Nominacja |
| 2015 | 29. Golden Disk Award  | Bonsang (główna nagroda)        | Wygrana   |
| 2015 | 29. Golden Disk Award  | Inkisang (nagroda popularności) | Wygrana   |

## Notowania
| Lista                        | Pozycja |
| ---------------------------- | ------- |
| Gaon Weekly Album Chart      | 1       |
| Gaon Monthly Album Chart     | 1       |
| Gaon Yearly Album Chart      | 23      |
| Billboard World Albums       | 2       |
| Billboard Heatseekers Albums | 20      |
| Five Music (Tajwan)          | 2       |